# Tobias Netta
Tobias Netta (* um 1962) ist ein deutscher Jazz- und Improvisationsmusiker (Trompete, Flügelhorn).
Netta, der aus der Nähe von Münster stammt, studierte zwischen 1981 und 1987 an der Hochschule für Musik und Tanz Köln. Anschließend arbeitete er professionell in Hamburg, Düsseldorf, New York, Innsbruck und aktuell in Berlin. Unter eigenem Namen legte er 1990 ein selbstproduziertes Album vor.
Netta hat mit NoNett, Cecil Taylor, Anthony Braxton/Creative Music Ensemble Hamburg, Gunter Hampel, Silke Eberhard (Elevator Music) und Achim Kaufmann konzertiert und aufgenommen. Von 2015 an war er hauptsächlich als Gastronom tätig. 2023/24 ist er mit dem Kelvin Sholar Trio und mit dem Alessandro Di Puccio Quintett aufgetreten. Er ist auch auf weiteren Alben, etwa mit Udo Jürgens oder der Jugendbigband Neubrandenburg, zu hören.